# Gobierno de Cataluña 1988-1992
Es el gobierno de la Generalidad de Cataluña en el periodo 1988-1992, correspondiendo a la III legislatura parlamentaria del periodo democrático y sucedió al Gobierno de Cataluña 1984-1988.

## Cronología
Después de las elecciones del 29 de mayo de 1988, la candidatura encabezada por Jordi Pujol de Convergencia y Unión obtiene una mayoría absoluta de 69 escaños frente a los 42 escaños obtenidos por  el Partido de los Socialistas de Cataluña de Raimon Obiols. 
El 22 de junio de 1988  tiene lugar el debate de investidura y Jordi Pujol resultó elegido por tercera  vez consecutiva como Presidente de la Generalidad de Cataluña con 69 votos a favor de Convergencia y Unión, 57 en contra de Partido de los Socialistas de Cataluña, Esquerra Republicana de Catalunya y   Iniciativa por Cataluña Verdes y 9  abstenciones de  Alianza Popular y Centro Democrático y Social.

## Estructura del gobierno
|                                       |                                                            |                                                                  |                                                                  |
| Partido político                      |                                                            | CiU                                                              | CDC                                                              |
| Partido político                      | UDC                                                        | CiU                                                              |                                                                  |
| Presidencia                           |                                                            |                                                                  |                                                                  |
| Presidencia de la Generalidad         |                                                            | Jordi Pujol 4 de julio de 1988-15 de abril de 1992               | Jordi Pujol 4 de julio de 1988-15 de abril de 1992               |
| Consejerías                           |                                                            |                                                                  |                                                                  |
| Gobernación                           |                                                            | Josep Gomis i Martí 4 de julio de 1988-15 de abril de 1992       | Josep Gomis i Martí 4 de julio de 1988-15 de abril de 1992       |
| Industria y Energía                   |                                                            | Macià Alavedra 4 de julio de 1988-19 de diciembre de 1989        | Macià Alavedra 4 de julio de 1988-19 de diciembre de 1989        |
| Industria y Energía                   | Antoni Subirà 19 de diciembre de 1989-15 de abril de 1992  |                                                                  |                                                                  |
| Justicia                              |                                                            | Agustí Bassols 4 de julio de 1988-15 de abril de 1992            | Agustí Bassols 4 de julio de 1988-15 de abril de 1992            |
| Trabajo                               |                                                            | Ignasi Farreres i Bochaca 4 de julio de 1988-15 de abril de 1992 | Ignasi Farreres i Bochaca 4 de julio de 1988-15 de abril de 1992 |
| Educación                             |                                                            | Josep Laporte 4 de julio de 1988-15 de abril de 1992             | Josep Laporte 4 de julio de 1988-15 de abril de 1992             |
| Cultura                               |                                                            | Joan Guitart i Agell 4 de julio de 1988-15 de abril de 1992      | Joan Guitart i Agell 4 de julio de 1988-15 de abril de 1992      |
| Economía y Finanzas                   |                                                            | Ramón Trías Fargas 4 de julio de 1988-19 de diciembre de 1989    | Ramón Trías Fargas 4 de julio de 1988-19 de diciembre de 1989    |
| Economía y Finanzas                   | Macià Alavedra 19 de diciembre de 1989-15 de abril de 1992 |                                                                  |                                                                  |
| Política Territorial y Obras Públicas |                                                            | Joaquim Molins 4 de julio de 1988-15 de abril de 1992            | Joaquim Molins 4 de julio de 1988-15 de abril de 1992            |
| Sanidad y Seguridad Social            |                                                            | Xavier Trias 4 de julio de 1988-15 de abril de 1992              | Xavier Trias 4 de julio de 1988-15 de abril de 1992              |
| Comercio, Consumo y Turismo           |                                                            | Lluís Alegre i Selga 4 de julio de 1988-15 de abril de 1992      | Lluís Alegre i Selga 4 de julio de 1988-15 de abril de 1992      |
| Agricultura, Ganadería y Pesca        |                                                            | Josep Miró i Ardèvol 4 de julio de 1988-19 de diciembre de 1989  | Josep Miró i Ardèvol 4 de julio de 1988-19 de diciembre de 1989  |
| Agricultura, Ganadería y Pesca        | Joan Vallvé 19 de diciembre de 1989-15 de abril de 1992    |                                                                  |                                                                  |
| Bienestar Social                      |                                                            | Antoni Comas i Baldellou 4 de julio de 1988-15 de abril de 1992  | Antoni Comas i Baldellou 4 de julio de 1988-15 de abril de 1992  |
| Medio Ambiente                        |                                                            | Albert Vilalta 4 de abril de 1991-15 de abril de 1992            | Albert Vilalta 4 de abril de 1991-15 de abril de 1992            |